# Lixiviació (agricultura)
En agricultura, la lixiviació és la pèrdua de nutrients o de sals solubles del sòl En el cas dels nutrients aquests queden fora de l'abast de les plantes conreades a causa de la pluja o el reg. L'estructura del sòl, l'espècie plantada i el tipus i les quantitats de fertilitzants aplicats, entre altres factors, s'han de tenir en compte per evitar una excessiva pèrdua de nutrients. La lixiviació en agricultura en el cas de la sal es fa servir per aplicar un excés d'aigua de reg que eviti la salinització del sòl a través de l'eliminació de la sal excessiva o per posar-hi remei quan el terreny ja és salí amb el rentat (lixiviació) de les sals presents. En aquests casos s'ha de combinar amb un drenatge eficient.

## Lixiviat del nitrogen
El nitrogen és un element comú en la naturalesa i un nutrient essencial per a les plantes.Aproximadament el 78% de l'atmosfera de la Terra és nitrogen (N₂). El fort enllaç entre els àtoms de N₂ fa que aquest gas sigui bastant inert, i no sigui directament utilitzable per les plantes i els animals.Tot i així els cicles naturals del nitrogen a través de l'aire, l'aigua i el sòl el sotmeten a diverses transformacions químiques i biològiques, per la qual cosa el nitrogen acaba afavorint el creixement de les plantes. Els animals de granja mengen els cultius adobats, i ho retornen a la terra en forma de femtes, afegint formes orgàniques i minerals de nitrogen. El cicle es completa quan la propera collita utilitza el sòl esmenat. Fertilitzants, com ara nitrat (NO₃) i amoni (NH₄), que són fàcilment absorbits per les plantes, s'introdueixen a la zona de l'arrel. No obstant això, els sòls no absorbeixen l'excés de ions de NO₃ , que al final es mouen cap avall lliurement amb l'aigua de drenatge, i són lixiviats en les aigües subterrànies, rius i oceans. [ El grau de lixiviació es veu afectada per: 
- el tipus de sòl i l'estructura. Per exemple, el terra de sorra té poca capacitat de retenció d'aigua, mentre que els sòls argilosos tenen altes taxes de retenció d'aigua;
- la quantitat d'aigua utilitzada per les plantes / cultius;
- la quantitat de nitrat present a la terra.

El nivell de N₂O a l'atmosfera de la Terra està augmentant a un ritme de 0,2 a 0,3% anual. Les fonts antropogèniques de nitrogen són un 50% superiors que les fonts naturals, com ara, els sòls i els oceans. Productes agrícoles lixiviats, és a dir, fertilitzants i adobs, representa el 75% de la font antropogènica de nitrogen. L'Organització per a l'Agricultura i l'Alimentació de les Nacions Unides (FAO) estima que la demanda mundial de fertilitzants nitrogenats s'incrementarà en un 1,7% anual entre 2011 i 2015. Un augment de 7,5 milions de tones.